# ベイルート県
ベイルート県（ベイルートけん、アラビア語: محافظة بيروت、英: Beirut、仏: Beyrouth）は、レバノンの県。レバノンの首都であるベイルート市から成っている。面積は19.6km2、人口は約43万人（2017年推定）。

## 郡
下位区分の郡は1つである。
- ベイルート郡（県と同じ領域）